# فيليب بيندكت
فيليب بيندكت (بالإنجليزية: Philip Benedict)‏ هو مؤرخ أمريكي، ولد في 20 أغسطس 1949 في واشنطن العاصمة في الولايات المتحدة.